# Lovisa Hedin
Lovisa Hedin, född den 5 maj 1998, är en svensk innebandysspelare som spelar för Thorengruppen IBK och svenska damlandslaget.
Hedin har bland annat tagit sex raka SM-guld. Med det svenska landslaget har hon tagit ett VM-guld år 2023 och ett silver i World Games år 2025.